# Syneora excursaria
Syneora excursaria är en fjärilsart som beskrevs av Walker 1862. Syneora excursaria ingår i släktet Syneora och familjen mätare. Inga underarter finns listade i Catalogue of Life.

## Bildgalleri

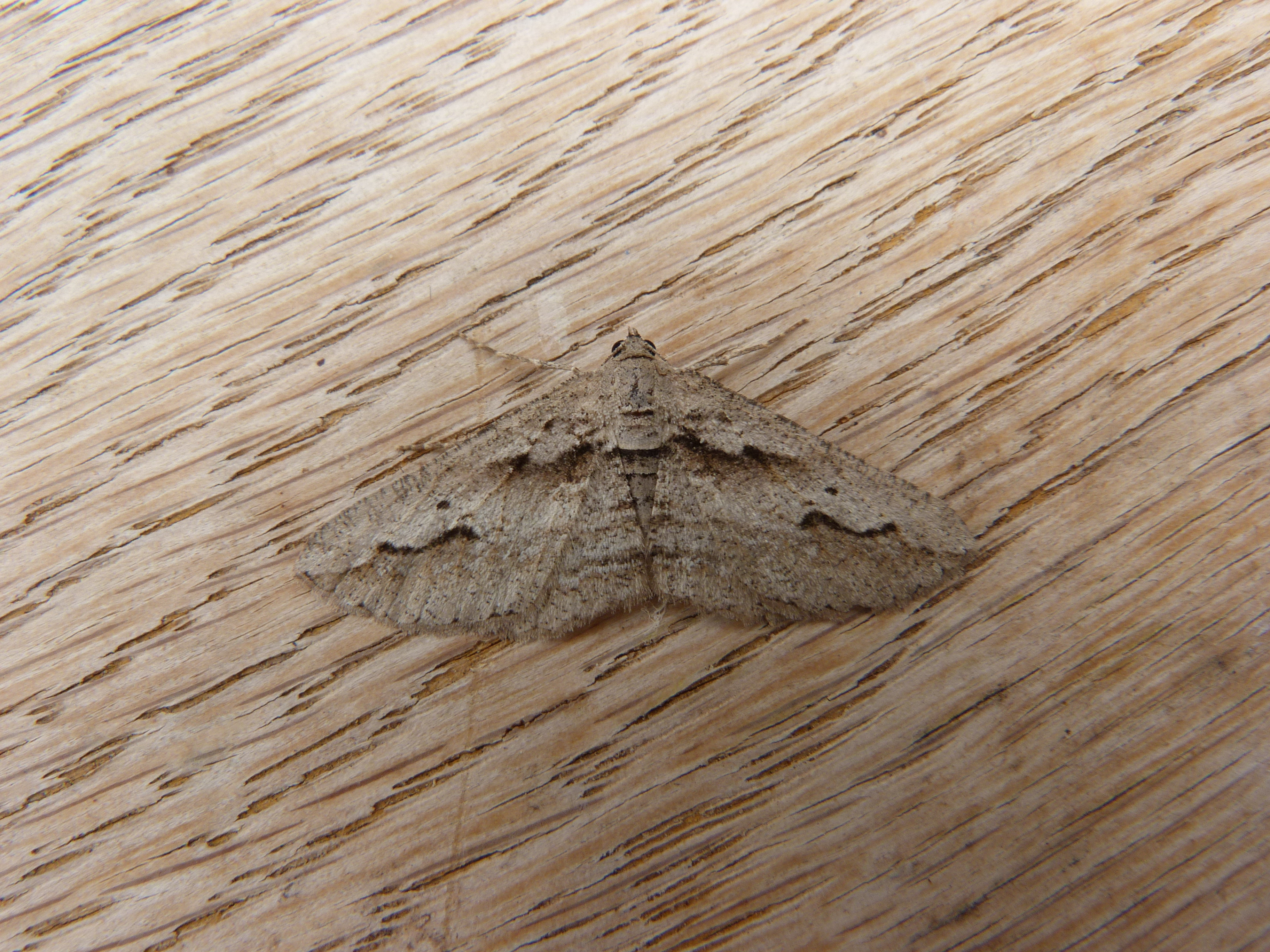